# IWBF男子U23車いすバスケットボール世界選手権
IWBF男子U23車いすバスケットボール世界選手権は、国際車いすバスケットボール連盟（IWBF）が主催して開催されている23歳以下の男子車いすバスケットボールナショナルチームの世界選手権大会。1997年にカナダのトロントで第1回大会を開催し、以降4年ごとに開催されている。第3回と第4回大会は女子選手も出場することができた。その後2011年から女子U25世界選手権が創設された。第7回大会は2021年に日本の千葉市で開催される予定だったが、COVID-19パンデミックによる東京オリンピック・パラリンピックの1年延期を受けて、2022年5月に延期されたのち、再びCOVID-19で9月に延期され開催地もタイのプーケットに変更された。

## 結果
| 回 | 年   | 開催地       | 1              | 2              | 3              |
| -- | ---- | ------------ | -------------- | -------------- | -------------- |
| 1  | 1997 | トロント     | カナダ         | アメリカ合衆国 | オーストラリア |
| 2  | 2001 | ブルメナウ   | カナダ         | ブラジル       | アメリカ合衆国 |
| 3  | 2005 | バーミンガム | アメリカ合衆国 | 日本           | オーストラリア |
| 4  | 2009 | パリ         | アメリカ合衆国 | スペイン       | スウェーデン   |
| 5  | 2013 | アダナ       | ドイツ         | スウェーデン   | オーストラリア |
| 6  | 2017 | トロント     | イギリス       | トルコ         | オーストラリア |
| 7  | 2022 | プーケット   |                |                |                |